# Сухопутні війська Іспанії
Сухопутні війська Іспанії (ісп. Ejército de Tierra, досл. «сухопутна армія») — вид Збройних сил Іспанії відповідальний за наземні військові операції. Одна з найстаріших активних армій, яка веде свою історію з кінця XV століття.
Іспанська армія існувала безперервно з часів правління Короля Фердинанда та Королеви Ізабелли (кінець XV століття). Найстаріший і найбільший з трьох видів, завданням якого була оборона Півострівної Іспанії, Балеарських островів, Канарських островів, Мелільї, Сеути та іспанських островів та скель біля північного узбережжя Африки.

## Структура

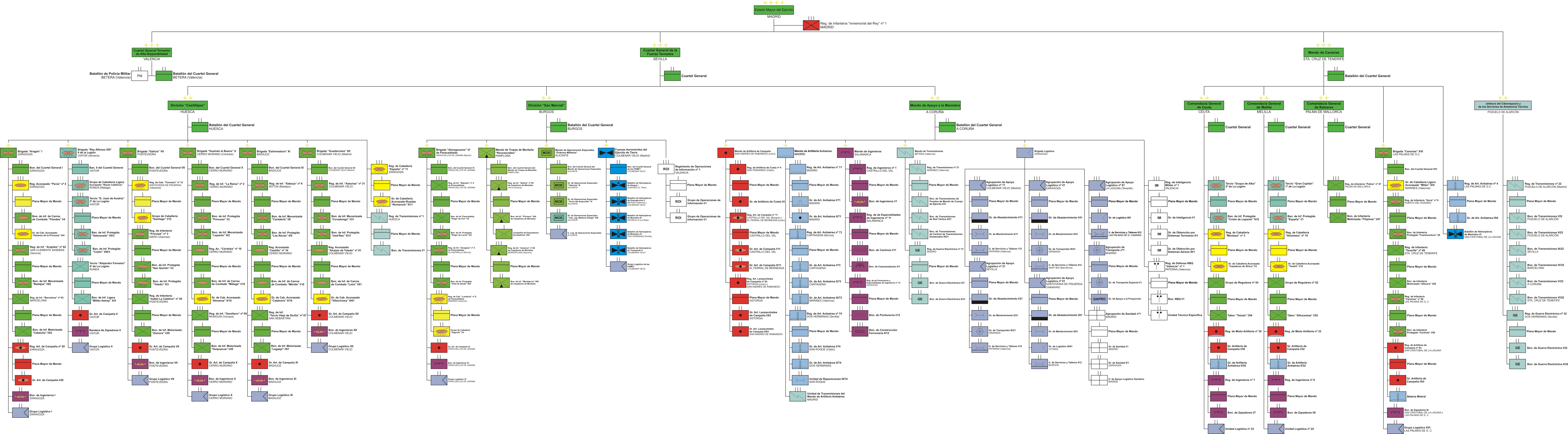
Структура сухопутних військ Іспанії станом на 2024 рік